# Bahnhof Milano Porta Nuova (1840)
Die 1840 eröffnete Stazione di Milano Porta Nuova oder kurz Milano Porta Nuova war der erste Bahnhof in Mailand. Er war nur zehn Jahre in Betrieb, bis der zweite Bahnhof Porta Nova eröffnet wurde.

## Geschichte
Die erste Eisenbahn auf dem heutigen Staatsgebiet Italiens war die 7,3 km lange Strecke Neapel–Portici, die 1839 eröffnet wurde. Darauf folgte die zweite Bahnstrecke, die von Mailand ins 15 km entfernte Monza führte und am 17. August 1840 eröffnet wurde. Sie ist heute Teil der Bahnstrecke Mailand–Chiasso. Die Eisenbahn aus Monza erreichte in geradliniger Streckenführung aus dem Norden die Stadt. Der Bahnhof entstand außerhalb der Stadtmauer bei der Porta Nuova und lag auch am schiffbaren Kanal Naviglio della Martesana, der heute in der Stadt eingedeckt ist.
Betreiber der Strecke war die Imperial-Regia Privilegiata Strada Ferrata da Milano a Monza, abgekürzt SFMM. Neben dem Empfangsgebäude des Kopfbahnhofs wurde eine Bahnsteighalle mit drei Gleisen errichtet. Auf der Kopfseite der Halle befand sich eine Drehscheibe zum Wenden der Lokomotiven.
Nur wenige Monate nach der Eröffnung benutzen an Werktagen durchschnittlich 1600 und an Feiertagen 2400 Fahrgäste die Eisenbahn – ein sehr hohes Passagieraufkommen, wenn man bedenkt, dass damals Mailand etwa 200.000 und Monza etwas 20.000 Einwohner hatte.
Der Bahnhof erwies sich für das Verkehrsaufkommen bald als zu klein und musste durch eine größere Anlage ersetzt werden, die 120 m weiter nordwestlich an der Via Melchiorre Gioia liegt.

## Empfangsgebäude
Das im klassizistischen Stil gebaute dreistöckige Empfangsgebäude des Bahnhofs ist erhalten geblieben. Es wird auch Palazzo Moscava genannt und befindet sich nahe der heutigen Stazione di Milano Porta Garibaldi bei der Kreuzung des Viale Monte Grappa mit der Via Melchiorre Gioia und trägt die Adresse Viale Monte Grappa 12. Darin ist das Hotel der NH Milano Palazzo Moscova der NH Hotel Group untergebracht.